# MiniMini+
MiniMini+ es un canal de televisión privado de pago de Polonia, perteneciente a Canal+ Polska. Se trata de un canal infantil.

## Historia
El canal inició emisiones como MiniMini el 20 de diciembre de 2003, siendo el segundo canal infantil polaco disponible en Canal+ después de Minimax.
El 9 de septiembre de 2008 debutó su revista MiniMini.
Desde su inició de emisiones hasta el 9 de abril de 2009, el canal emitía desde las 6:00 hasta las 20:00. Sin embargo, el 10 de abril de 2009, el canal extendió su horario de emisión una hora más, es decir, hasta las 21:00.
El 11 de noviembre de 2011, el canal cambió su nombre a MiniMini+ y comenzó a emitir en HD. Desde entonces, el canal no solo se encuentra disponible en Canal+, sino que también se encuentra disponible en Polsat Box y plataformas de cable.
El 30 de julio de 2012, el canal volvió a ampliar su horario de emisión a 16 horas diarias, desde las 5:00 hasta las 21:00.
En 2013, el canal recibió un premio Telekamerą de Tele Tygodnia en la categoría de mejor canal infantil. En 2014 volvió a recibir otro premio Telekamerą.
El 1 de septiembre de 2014, el canal adoptó su actual imagen corporativa.
El 2 de abril de 2015, el canal volvió a ampliar su horario de emisión a 17 horas diarias, desde las 4:00 hasta las 21:00.
El 1 de enero de 2020, el canal volvió a ampliar su horario de emisión a 17 horas y media, desde las 3:30 hasta las 21:00. El 20 de septiembre de 2021, el canal estrenó Studio MiniMini, su programa diario.
Desde el 1 de julio de 2024, el canal emite durante 22 horas y media, desde las 3:30 hasta las 2:00.

## Programación
- Bear en la gran casa azul
- Bob el constructor
- Buni
- Clifford the Big Red Dog 2019
- Chuggington
- Cloudbabies
- Dinotren
- Dipdap
- El Gato Ensombrerado viaja por todos lados
- Jim de la luna
- Jorge el curioso
- Juega conmigo Sésamo
- Klumpies
- La gatita Poppy
- Las grandes aventuras de Beto y Enrique
- Las aventuras de Chuck y sus amigos
- Las Súper canciones de StoryBots
- Little Charley Bear
- Littlest Pet Shop
- Macius
- Martha Habla
- Mike el caballero
- Mya go
- My Little Pony: La magia de la amistad
- Ositos Cariñositos: Bienvenidos al Quiéreme Mucho
- Parauszek i przyjaciele
- Peppa
- Ella la elefanta (nueva serie, estreno 23 de septiembre)
- Rosita Fresita: Aventuras en Tutti Frutti
- Sam el bombero
- The Adventures of Abney & Teal
- The Large Family
- Los WotWots
- Thomas y sus amigos
- Tree Fu Tom
- Vera y el Reino Arcoíris
- WordWorld
- Jelly Jamm

Anteriores:
- 64 Zoo Lane
- Abby's Flying Fairy School
- ABC Monsters
- Adibu
- Adibu: Misión en la Tierra
- Adivina cuanto te quiero
- Angelmouse
- Angelina Ballerina
- Angelina Ballerina: Los siguientes pasos
- Arabian Nights: Sinbad's Adventures
- Babar
- Bąblandia
- Baby Beetles
- Bajki Bolka i Lolka
- Bali
- Baśnie i waśnie
- Blanche
- Bolek y Lolek
- Briefe von Felix Ein Hase auf Weltreise
- Budgie el pequeño helicóptero
- Caillou
- Clifford de cachorrito
- Clifford
- Cooking for kids with Luis
- Dive Olly Dive!
- Dixie (serie animada)
- Doctor Otter
- Dziwne przygody Koziołka Matołka
- Ebb and Flo
- El pequeño tractor rojo
- Faireez
- Fifi y los floriguitos
- Fortele Jonatana Koota
- Fun with Claude
- Globtroter Grover
- Gordon the Garden Gnome
- Harry y su cubeta de dinosaurios
- Jim Henson's Pajanimals
- Jacknimals
- Kangurek Hip-Hop
- Karrypel kontra Groszki
- Kasztaniaki
- Kiri le Clown
- Kolorowy świat Pacyka
- Krtek
- La abeja Maya
- La tierra antes del tiempo, la serie
- Lazy Lucy
- Lis Leon
- Lisa
- Little Bear
- Little People: Big Discoveries
- Los pies mágicos de Franny
- Louie, el conejo
- Lulu Vroumette
- Maisy
- Mały Pingwin Pik-Pok
- Mama Mirabelle
- Manon
- Marceli Szpak dziwi się światu
- Maurycy i Hawranek
- Meeow!
- Microscopic Milton
- Miffy
- Miś Uszatek
- My Little Pony
- My Little Pony: Meet the Ponies
- Na tropie
- Noddy
- Noddy en el país de los juguetes
- Nouky and Friends
- Olimpiada Bolka i Lolka
- Opowiadania Muminków
- Paco, Nouky et Lola
- Pablo the Little Red Fox
- Patoaventuras
- Pat el cartero
- Perro, gato y...
- Piesek w kratkę
- Pingu
- Pippi
- Plastusiowy pamiętnik
- Podróże do bajek
- Podróże kapitana Klipera
- Poko
- Pomysłowy Dobromir
- Pomysłowy wnuczek
- Poppets Town
- Porwanie Baltazara Gąbki
- Proszę słonia
- Przygód kilka wróbla Ćwirka
- Przygody Błękitnego Rycerzyka
- Przygody kota Filemona
- Przypadki Zwierzo-Jeża
- Raa Raa the Noisy Lion
- Rastaratón
- Reksio
- Roary, el carrito veloz
- Rolie Polie Olie
- Rumcajs
- Rupert
- SamSam
- Santa Apprentice
- Sceny z życia smoków
- Sesame English
- The Adventures of Paddington Bear
- The Moomins
- The Secret World of Benjamin Bear

## Imagen corporativa

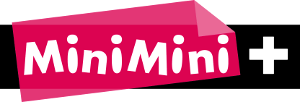
2011 - 2014
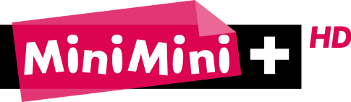
Logo en HD
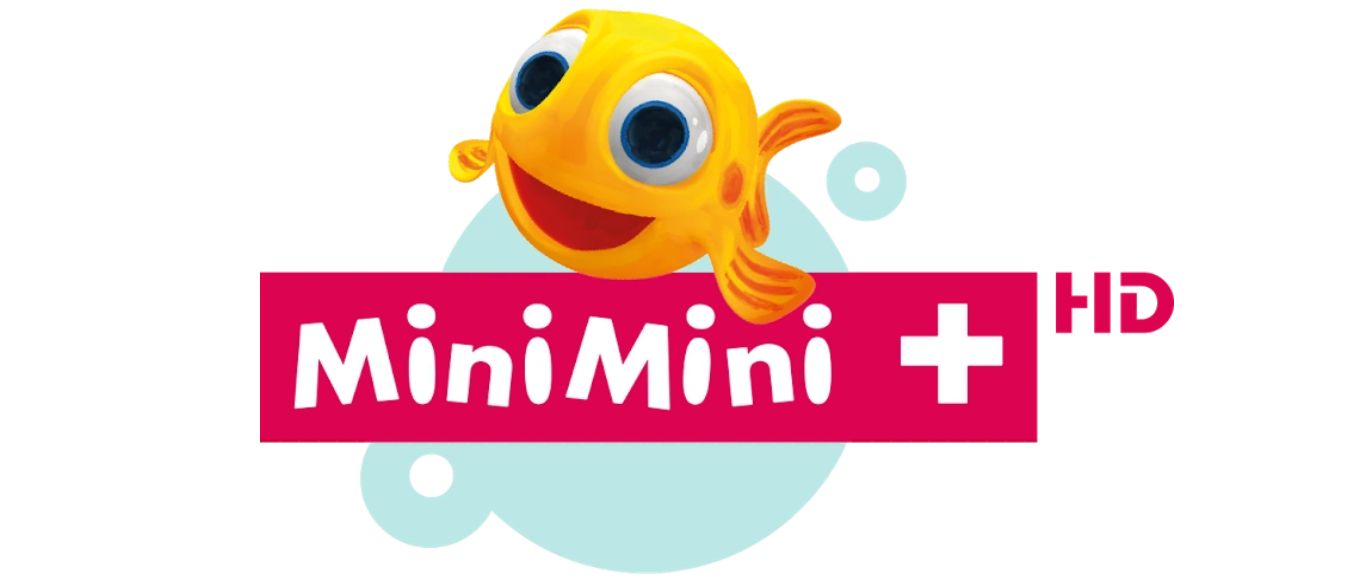
Desde 2014